# 笄橋
笄橋（こうがいばし）は、長野県千曲市大字力石 - 埴科郡坂城町大字坂城字苅屋原の千曲川に架かる長野県道339号新田坂城停車場線の橋長230.76 m（メートル）の桁橋。

## 概要

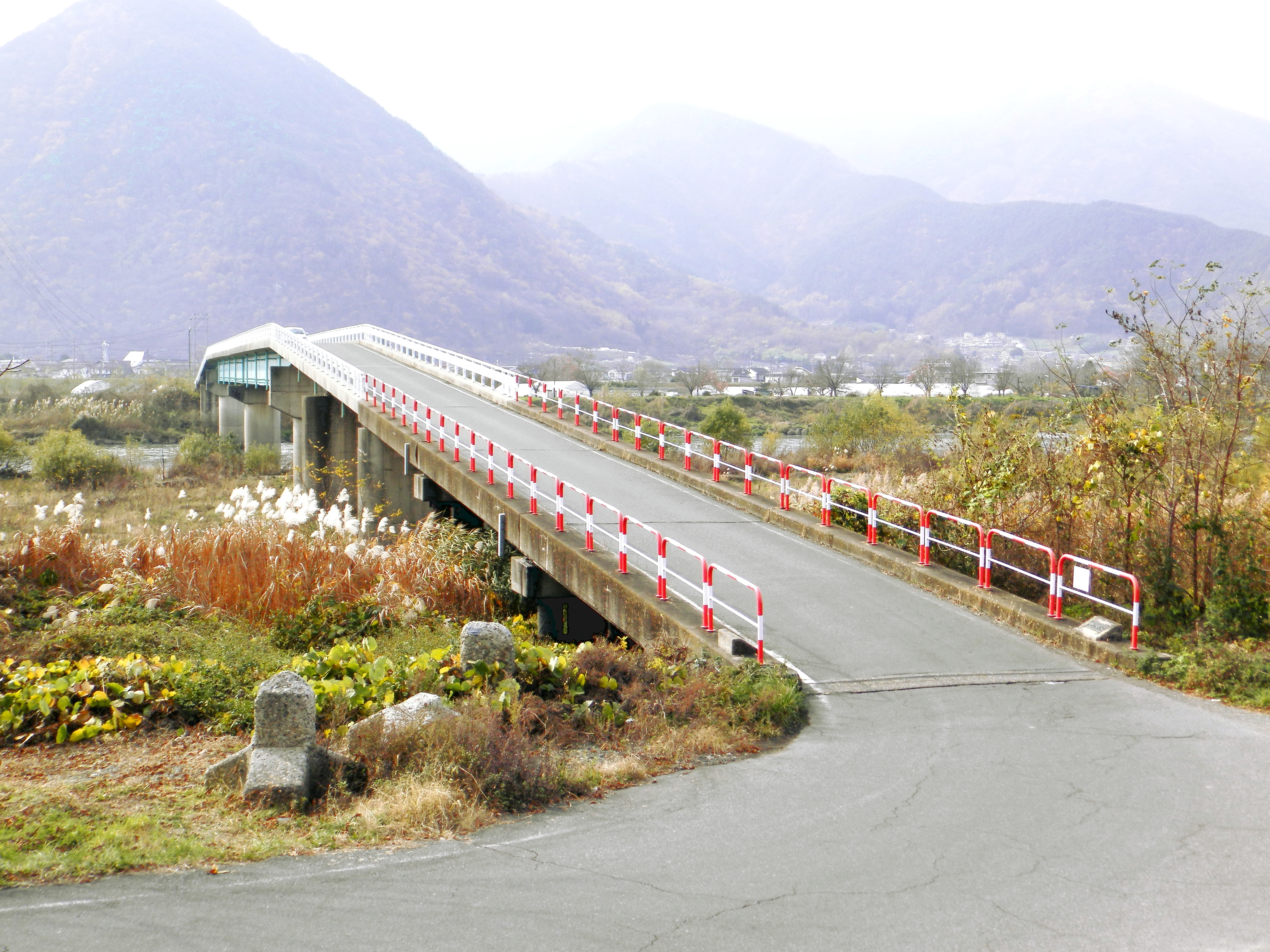

- 形式 - PC2径間床版橋+鋼単径間H形合成桁橋 (H-BB-C) +鋼2径間単純合成I桁橋+鋼2径間H形合成桁橋+PC3径間床版橋
- 橋長 - 230.76 m
  - 径間割 - 2×13.0 m + 21.6 m + 2×50.0 m + 2×21.6 m + 3×13.32 m
- 幅員 - 4.5 m

左岸側は取り付け道と斜路橋で8 %の勾配で上り、右岸側は6.8%の勾配で下る斜路橋となっている
。
上記の構造のため本橋は上田市の生田観測所での千曲川の水位が1.9 mに達した場合通行止となり、規制標識と左岸側欄干が取り外される。

## 名称の由来
笄橋はかつての笄の渡しの付近に架橋された。
この笄の渡しの由来は2つ伝えられ、1つは1553年（天文22年）4月に村上義清が武田晴信（武田信玄）に敗れ、義清側室の於フ子一行が居城の葛尾城から千曲川対岸の荒砥城に敗走しようとした際に、船頭が舟を出して無事に対岸の力石まで渡したことの返礼に髪に挿していた髪飾りの一種である笄を贈ったことである。この説に対しては後世つけれられたもので江戸期には力石舟渡とされていたとする説もある。
もう1つはかつてこの渡しが、葛尾城の付近の千曲川右岸では川岸まで崖が高くそびえており、力石から先は山腹を渡し船で渡していたことから高崖（こうがい）の渡しと呼ばれるようになり、転じて笄の渡しになったというものである。

## 歴史
力石舟渡（笄の渡し）は現在の笄橋の約70 m上流にあった。
力石舟渡は左岸の千曲市力石と右岸の坂城町苅屋原を結んでいた。右岸では葛尾城から南方に崖が千曲川まで突出しており古来中腹を横断しており、横吹坂と呼ばれ、南方から葛尾城へもこれを経由した。
江戸期の渡しの記録は1760年（宝暦10年）・1770年（明和7年）・1788年（天明8年）・1808年（文化5年）にあり、江戸後期では網掛・五明・上平・新山・山田・力石の6村で管理を担っていた。
明治期に入ると1875年（明治8年）9月に架橋が出願され、11月25日の検査の後、翌1976年（明治9年）に舟橋が開通した。この橋は長さ10.5 m、幅1.5 mの舟を27艘並べ、橋長108 m、幅2.7 mの舟橋であった。
1889年（明治22年）頃に初めて木橋が架橋されたが、洪水のため頻繁に流失し1901年（明治34年）・1910年（明治43年）の架け替えなどを経て1912年（大正2年） - 1913年（大正3年）の資料では橋長120間（約217 m）、幅員10尺（約3.0 m） で交通量は人が71000人、牛馬が3905頭、両掛が2840荷、荷車が5325車、人力車が1402両、自転車が3550台であり出水のため橋梁を撤去したのが年10日間あったとされた。
1922年（大正11年）に県道に編入された。1959年（昭和34年）8月に台風のため流失し、渡しによる行き来を余儀なくされた。県道橋であることから県は木橋ではなく永久橋となるコンクリート橋での架橋を計画し、1960年（昭和35年）6月29日に県下で初めての洪水時には水没する潜り橋として完成した。1964年（昭和39年）の昭和天皇・香淳皇后の行幸啓時にも通過された。
しかし、1981年（昭和56年）8月22日から23日に台風第15号のため流失し、翌1982年（昭和57年）4月5日に復旧するも同年8月に再度台風により流失したため、抜本的な対策として、河川敷から中央に向け斜路で上る仮橋のような橋となった。1984年（昭和59年）7月7日に開通した。